# Дембове-Поле
Дембове-Поле (пол. Dębowe Pole) — село в Польщі, у гміні Сенно Ліпського повіту Мазовецького воєводства.
Населення — 120 осіб (2011).
У 1975-1998 роках село належало до Радомського воєводства.

## Демографія
Демографічна структура станом на 31 березня 2011 року:
|          | Загалом | Допрацездатний вік | Працездатний вік | Постпрацездатний вік |
| -------- | ------- | ------------------ | ---------------- | -------------------- |
| Чоловіки | 66      | 15                 | 46               | 5                    |
| Жінки    | 54      | 8                  | 33               | 13                   |
| Разом    | 120     | 23                 | 79               | 18                   |